# Lessing (cràter)

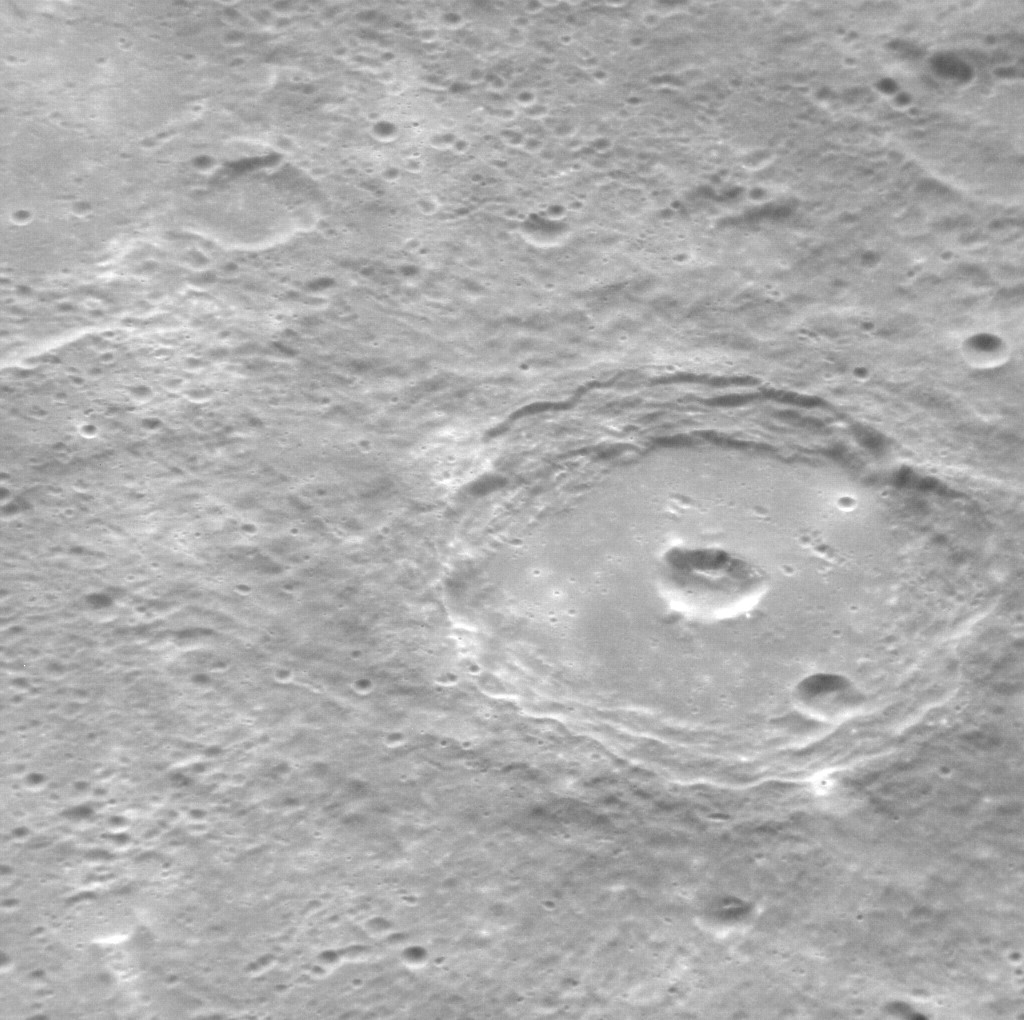
Fotografia del cràter Lessing realitzada per la sonda Messenger.

Lessing és un cràter d'impacte en el planeta Mercuri de 95 km de diàmetre. Porta el nom del dramaturg alemany Gotthold Ephraim Lessing (1729-1781), i el seu nom va ser aprovat per la Unió Astronòmica Internacional el 1985.